# 윤옥 (1694년)
윤옥(尹沃, 1694년 10월 18일 - 1767년 4월 7일)은 조선 후기의 문신이다. 구한 말의 무관 윤웅렬, 윤영렬 형제의 종증조부가 되고, 독립운동가 겸 정치인 윤치호, 윤치영 등의 종고조부가 된다. 자는 계심(啓心), 본관은 해평이다.

## 생애
동지돈녕부사 윤세겸의 아들이다. 음서로 관직에 올라 1752년(영조 28년) 선공감가감역에 특별 제수되고, 1753년 선공감 감역이 되었다. 그해 3월 길례에 참여한 관료들을 포상할 때 승진하였다. 그해 장악원주부, 금부도사를 거쳐 그해 12월 10일 고령현감으로 부임하였다. 1763년 1월 통정대부로 승진하고, 바로 내직으로 발령받아 첨지중추부사가 되었다. 그해 12월 부호군으로 재직 중 가선대부로 특별승진하고, 같은 날 동지중추부사에 임명되었다.
1764년(영조 40년) 남소 오위장(南所五衛將)을 겸직했다가 승정원가승지(假承旨), 남단제관(南壇齋宿), 부호군을 거쳐 1767년 동지중추부사가 되었다. 그해 4월 27일에 사망, 사후 증직으로 가의대부 이조참판에 추증되었다.
묘는 개성부 오음리의 고조할머니 신씨 묘소 근처에 안장되었다.
34살 연하의 이복동생 윤발은 그의 서모 김해김씨 소생으로, 윤발은 윤웅렬, 영렬 형제의 증조부이며, 독립운동가 윤치호의 고조부이자, 후일 대한민국의 대통령, 상공장관, 서울시장을 지낸 윤보선, 한국의 초기 병리학자이자 해부학자인 윤일선, 내무장관과 서울시장을 지낸 윤치영 등의 조상이 된다.

## 가족관계
- 증조부 : 윤취지(尹就之)
  - 조부 : 윤채(尹埰)
    - 백부 : 윤세항(尹世恒)
    - 중부 : 윤세정(尹世鼎)
    - 아버지 : 윤세겸(尹世謙)
    - 어머니 : 해주 정씨
      - 친동생 : 윤학(尹㶅)
      - 이복동생 : 윤발(尹潑) - 윤치호, 윤치영, 윤보선의 선조
      - 이복동생 : 윤침(尹沉)
        - 장남 : 윤득림(尹得霖)
          - 손자 : 윤수동(尹秀東)
            - 증손 : 윤광렬(尹匡烈)

          - 손자 : 윤영동(尹英東)
          - 손자 : 윤시동(尹時東)
          - 손자 : 윤회동(尹晦東)
          - 손자 : 윤기동(尹基東)

        - 차남 : 윤득우(尹得雨)
        - 자부 : 용천 이씨, 이보명의 딸
          - 손자 : 윤충동(尹忠東)
          - 손자 : 윤의동(尹義東)
          - 손자 : 윤예동(尹禮東)
          - 손자 : 윤효동(尹孝東)
          - 손자 : 윤제동(尹悌東)

## 참고
- 승정원일기 영조편